# Hymenomycetes
Hymenomycetes Fr. – takson grzybów utworzony przez Eliasa Friesa w 1821 roku. Zdefiniowany był jako klasa grzybów z owocnikami o hymenoforze otwartym, lub początkowo tylko zasłoniętym osłoną, która podczas rozwoju grzyba pęka odsłaniając hymenofor. Była to największa co do liczby gatunków grupa podstawczaków (Basidiomycota). Należały do niej grzyby obecnie zaliczane m.in. do pieczarkowców (Agaricales), borowikowców (Boletales) i gołąbkowców (Russulales). Był to sztuczny takson, grupujący grzyby według wybranych cech budowy, a nie uwzględniający ich pokrewieństwa. Obecnie jest to już takson nieaktualny.
Przeciwieństwem grupy Hymenomycetes były grzyby o owocniku zamkniętym – klasa wnętrzniaków (Gasteromycetes). Istnieje grupa pośrednia między nimi – grzyby sekotioidalne. Obecnie nie są to taksony, lecz grupy grzybów.